# 899

## Esdeveniments
- Eduard el Vell esdevé rei de Wessex (Anglaterra)
- Cisma dels ismaïlites a Pèrsia
- Lluís IV d'Alemanya, dit el nen, esdevé rei sota regència de Frància Oriental i de Lotaríngia

## Naixements
- Abu-Mansur Muhàmmad al-Qàhir bi-L·lah (899-951), califa abbàssida de Bagdad (931-934).

## Necrològiques
- 26 d'octubre - Winchester (Regne de Wessex): Alfred el Gran rei del regne anglosaxó de Wessex.[1]
- 8 de desembre - Arnulf de Caríntia
- Gotmar de Vic